# Live at Sydney Opera House
Live at Sydney Opera House je koncertní album a DVD kanadského rockového hudebníka Bryana Adamse. Vydáno bylo 30. srpna 2013 prostřednictvím vydavatelství Polydor Records. Přes hodinu a půl dlouhá deska obsahuje akustické verze Adamsových písní, které tento hudebník odehrál v roce 2011 během koncertu v Opeře v Sydney.

## Seznam skladeb
| Pořadí | Název                                       | Autor                               | Délka |
| ------ | ------------------------------------------- | ----------------------------------- | ----- |
| 1.     | Run to You                                  | Bryan Adams, Jim Vallance           | 3:17  |
| 2.     | Back to You                                 | Adams, Eliot Kennedy                | 3:30  |
| 3.     | Here I Am                                   | Adams, Hans Zimmer, Gretchen Peters | 3:49  |
| 4.     | I'm Ready                                   | Adams, Vallance                     | 3:50  |
| 5.     | This Time                                   | Adams, Vallance                     | 2:39  |
| 6.     | Flying                                      | Adams, Robert John Lange            | 3:14  |
| 7.     | Can't Stop This Thing We Started            | Adams, Lange                        | 3:16  |
| 8.     | Waiting On The '49                          | Adams, Vallance                     | 3:26  |
| 9.     | Heat of the Night                           | Adams, Vallance                     | 4:01  |
| 10.    | (Everything I Do) I Do It for You           | Adams, Lange, Michael Kamen         | 3:56  |
| 11.    | Cuts Like a Knife                           | Adams, Vallance                     | 4:33  |
| 12.    | Tonight in Babylon                          | Adams, Peters                       | 3:01  |
| 13.    | Summer of '69                               | Adams, Vallance                     | 3:38  |
| 14.    | Walk On By                                  | Adams, Vallance                     | 2:56  |
| 15.    | Heaven                                      | Adams, Vallance                     | 4:53  |
| 16.    | The Right Place                             | Adams, Vallance                     | 2:49  |
| 17.    | The Only Thing That Looks Good on Me Is You | Adams, Lange                        | 2:36  |
| 18.    | You've Been a Friend to Me                  | Adams, Peters                       | 3:08  |
| 19.    | When You're Gone                            | Adams, Kennedy                      | 2:48  |
| 20.    | Have You Ever Really Loved a Woman?         | Adams, Lange, Kamen                 | 4:50  |
| 21.    | I Still Miss You... A Little Bit            | Adams, Vallance                     | 3:09  |
| 22.    | Straight from the Heart                     | Adams, Eric Kagna                   | 3:30  |